# Hospital Universitario Regional de Málaga
El Hospital Regional Universitario de Málaga, también conocido por su antigua denominación de Hospital Carlos Haya, es un complejo hospitalario gestionado por el Servicio Andaluz de Salud ubicado en la ciudad española de Málaga.
Es referente nacional en trasplantes de páncreas y de médula ósea infantil.
Es uno de los seis hospitales regionales de Andalucía, es decir, de los de mayor rango dentro del Sistema Sanitario Público de Andalucía. La Universidad de Málaga es la institución académica afiliada al complejo hospitalario.

## Historia

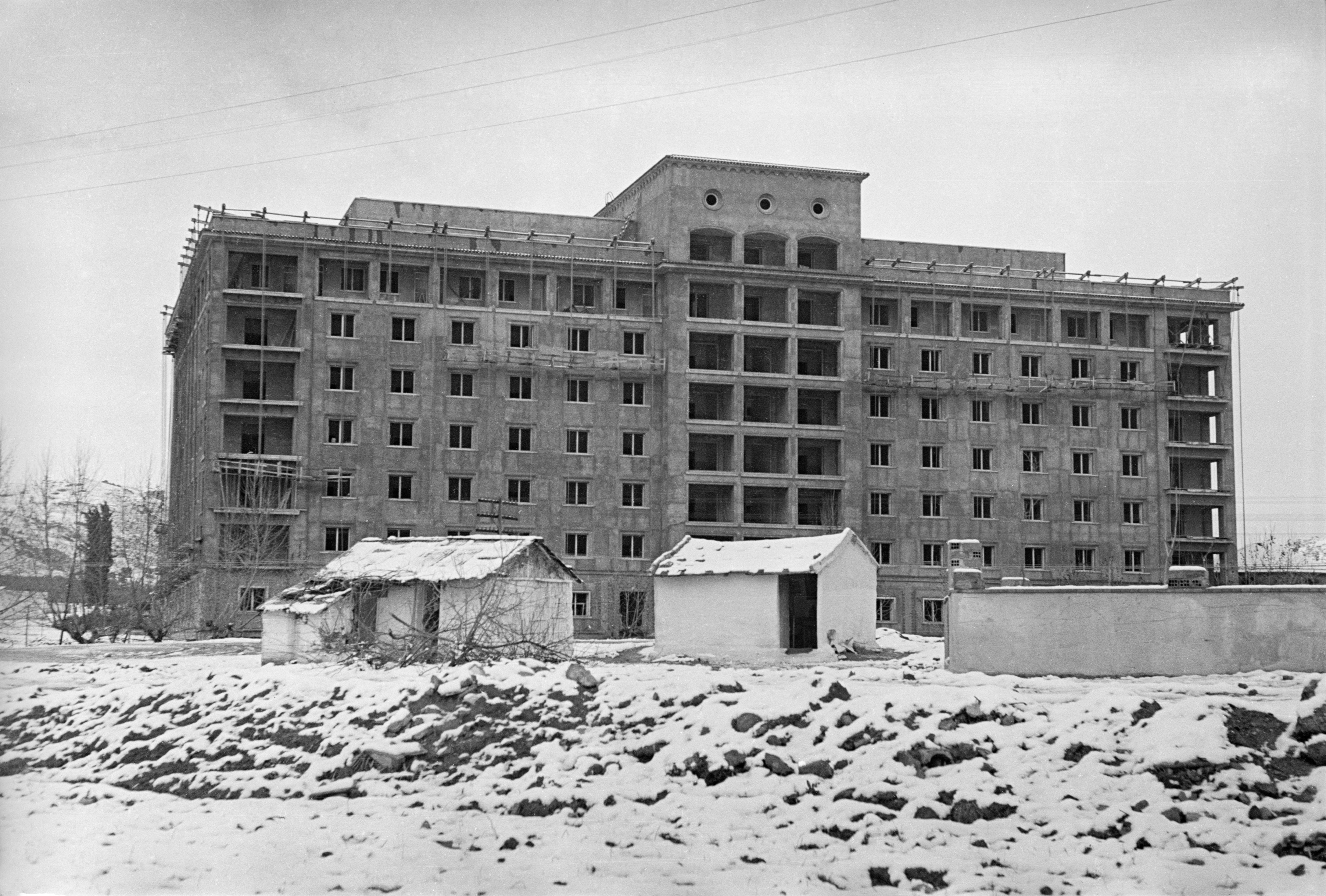
El Hospital Carlos Haya en construcción en 1954.

Fue inaugurado el 30 de abril de 1956 como Residencia Carlos Haya del Seguro Obligatorio de Enfermedad por el Instituto Nacional de Previsión, siendo el primer gran hospital de la ciudad de Málaga.
Desde 1975, se conocería como Ciudad Sanitaria Carlos Haya. El pabellón del Materno Infantil se inaugura en 1981 y en los años 90 se incorporan a la gestión dentro del centro hospitalario el antiguo Hospital Civil Provincial y el Pabellón de Hospitalización de Ciudad Jardín.

### Cambio de denominación oficial
Coincidiendo con el gobierno en coalición del PSOE-A e IU, la dirección general de Memoria Democrática de la Junta de Andalucía, dependiente de la Consejería de Administración Local y Relaciones Institucionales, anunció en junio del año 2013 que había alcanzado un acuerdo con la Consejería de Salud y Bienestar Social para cambiar la denominación de "Hospital Regional Universitario Carlos Haya" por el de "Hospital Provincial de Málaga'", ya que la anterior denominación se realizó en honor del aviador Carlos Haya, que combatió durante la Guerra Civil en el bando franquista.
Dicho comunicado fue desmentido por el gobierno de la Junta de Andalucía, que indicó que en ningún caso el Hospital fue denominado Hospital Provincial de Málaga y que el nombre oficial Hospital Regional de Málaga estaría vigente desde el año 2009.
El cambio de denominación ha contado con la oposición de algunos sectores de la sociedad malagueña. El Ayuntamiento de Málaga solicitó la rectificación así como el apoyo de otros. El presidente del Colegio de Médicos de Málaga, Juan José Sánchez Lucas, habría declarado: 

«Carlos Haya es un hospital conocido a nivel nacional e internacional por el nombre que tiene. Sin duda cambiarlo supondrá una pérdida de identidad y una falta de reconocimiento a todos los médicos que han trabajado allí por el avance de la medicina».

## Área de influencia
Dentro del Sistema Sanitario Público de Andalucía, está catalogado como "Hospital Regional" y como tal, además de atender específicamente al municipio de Málaga y Rincón de la Victoria y ser el hospital de referencia de toda la provincia de Málaga, da servicio a toda la comunidad autónoma de Andalucía.
Como hospital regional, ofrece todas las especialidades del Sistema Nacional de Salud.

## Centros asociados

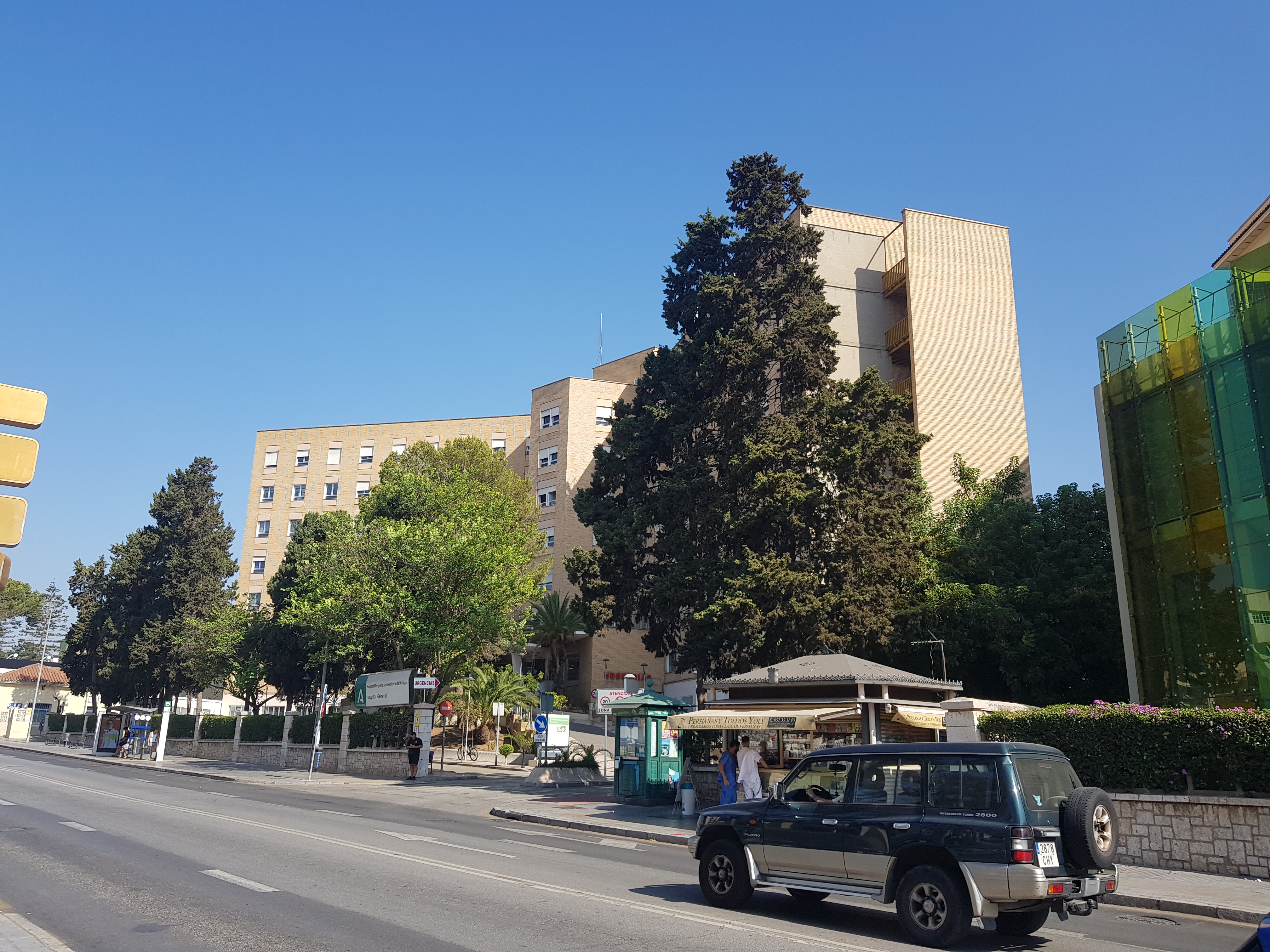
Pabellones del hospital.

### Hospitales
El complejo sanitario comprende los siguientes hospitales:
- Hospital General
- Hospital Materno-Infantil
- Hospital Civil

### Centros de consultas externas
- C.A.R.E. José Estrada de Málaga

### Centros de salud mental
- Comunidad Terapéutica de Salud Mental H.Regional de Málaga
- Unidad de Hospitalización de Salud Mental H. Regional de Málaga
- Unidad de Rehabilitación de Salud Mental H. Regional de Málaga
- Unidad de Salud Mental Comunitaria Málaga-Centro (El Limonar)
- Unidad de Salud Mental Comunitaria Málaga-Norte (Guadalmedina)
- Unidad de Salud Mental Infanto-Juvenil H. Regional de Málaga

### Centros de diálisis
- Hospital de Málaga - Infantil
- Hospital de Málaga - Nefrología

## Ubicación
El Hospital Carlos Haya se encuentra situado en el distrito Bailén-Miraflores. Por vía terrestre se puede acceder a través de la autovía MA-20. Por transporte público, tanto en autobús urbano de la EMT como por metro de Málaga. 